# Zęgwirt
Zęgwirt est un village polonais situé dans la gmina de Łysomice et le powiat de Toruń en voïvodie de Couïavie-Poméranie,.

## Géographie

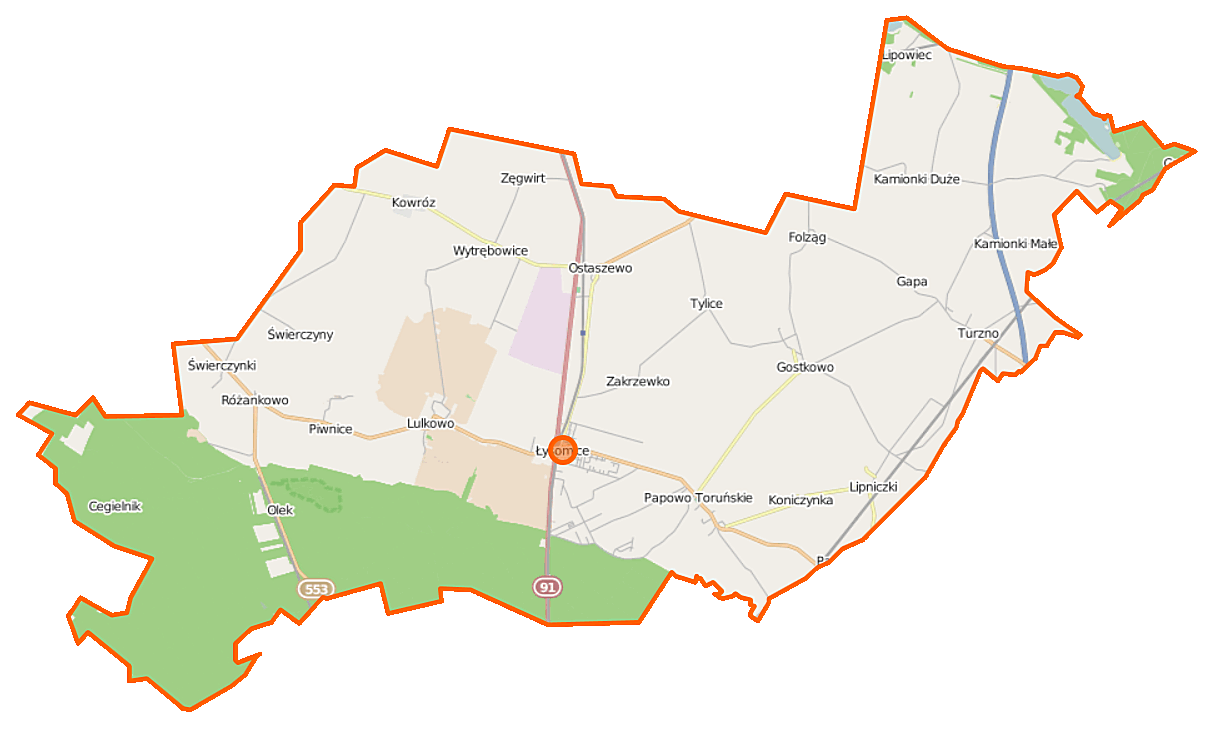
Carte de la gmina de Łysomice.